# 許仕達
許仕達（1418年—？），字廷佐，直隸徽州府歙縣（今安徽歙縣）人，明朝政治人物。

## 生平
正統六年（1441年）舉辛酉科應天鄉試三十名，正統十年（1445年），登進士，授監察御史。景泰元年（1450年），上疏言災沴數見，請帝痛自修省，被景帝採納。之後巡按福建，彈劾鎮守太監廖秀，下獄。太監廖秀攻擊許仕達，於是命鎮守侍郎薛希璉等詢問，恰逢許仕達亦彈劾薛希璉貪污，於是改名監察御史王豪一同調查。會朝奏其兩人互有虛實。而福建數千百姓請求留下許仕達。給事中林聰亦出言為許仕達說辭。景帝遂命其留任，并責令薛希璉約束。許仕達行事紀厲，逮捕漳州府知府馬嗣宗送往北京。大理寺彈劾許仕達擅自逮捕，景帝則認為其為執贓吏，不予追問。任期滿後，當地百姓請求留任，不許。不久，升為福建左參政。
天順年間，歷任山東、貴州左、右布政使。

## 家族
曾祖父許餘慶。祖父許仲大。父亲許得仁。